# Spyro: A Hero's Tail
Vous lisez un « bon article » labellisé en 2025.
Spyro: A Hero's Tail est un jeu vidéo de plates-formes développé par le studio britannique Eurocom et édité par Vivendi Universal Games. Il est sorti sur PlayStation 2, Xbox et GameCube en novembre 2004. Il s'agit du cinquième opus de la série principale Spyro the Dragon, qui fait suite à Spyro: Enter the Dragonfly, sorti en 2002 sur PlayStation 2 et GameCube.
Le scénario met en scène Spyro, un dragon violet, dans sa quête pour détruire les gemmes sombres disséminées par Red dans les Royaumes des Dragons afin de drainer toute forme de vie et l'alimenter en énergie. Dans les différents niveaux traversés, le joueur accède à des mini-jeux, dans lesquels Spyro utilise un canon à tourelle pour éliminer des ennemis, mais il peut également contrôler d'autres personnages pour réaliser des missions particulières comme Chasseur, Sparx la libellule dans l'exploration de cavités sombres et Blinky la taupe dans des lieux souterrains.
Le développement du jeu apporte quelques innovations par rapport aux précédents opus de la série, comme la capacité de Spyro à effectuer des rebonds sur les parois d'un mur, et l'évolution des paysages et de la musique lorsqu'il détruit une gemme sombre, ceux-ci passant d'un environnement menaçant à un univers coloré et lumineux. La disparition des portails au profit de niveaux en monde ouvert et les gemmes en quantité illimitée en ce qui concerne la monnaie du jeu sont deux autres ruptures avec les précédents titres de la saga.
À sa sortie, Spyro: A Hero's Tail reçoit un accueil globalement mitigé de la part de la presse vidéoludique, qui juge que celui-ci, même s'il est bien plus réussi que Spyro: Enter the Dragonfly, manque d'innovations par rapport aux autres jeux vidéo de plates-formes contemporains, tandis que sa faible difficulté en fait un opus destiné au jeune public. L'accent mis sur la collecte d'œufs de dragon et de gemmes lumineuses nécessaires à la progression du jeu est également négativement critiqué. Les graphismes, par leurs couleurs pastel, la qualité des animations et les environnements qui se métamorphosent au fur et à mesure que Spyro détruit les gemmes sombres, sont néanmoins particulièrement appréciés.

## Trame

### Univers
Spyro: A Hero's Tail prend pour cadre les Royaumes des Dragons, dans lequel Spyro parcourt des régions tropicales, comme les îles Dragonfly ou le dangereux Marais Crocovile. Le héros évolue ensuite dans le monde des ruines côtières, à la découverte d'une plage côtière, d'une cité engloutie rappelant l'Atlantide et les cieux d'un domaine nuageux. Spyro se rend ensuite dans des niveaux enneigés, traversant un village, un glacier et une citadelle. Enfin, il part sur une île volcanique où il entre dans le cratère d'un volcan cachant un laboratoire.

### Personnages

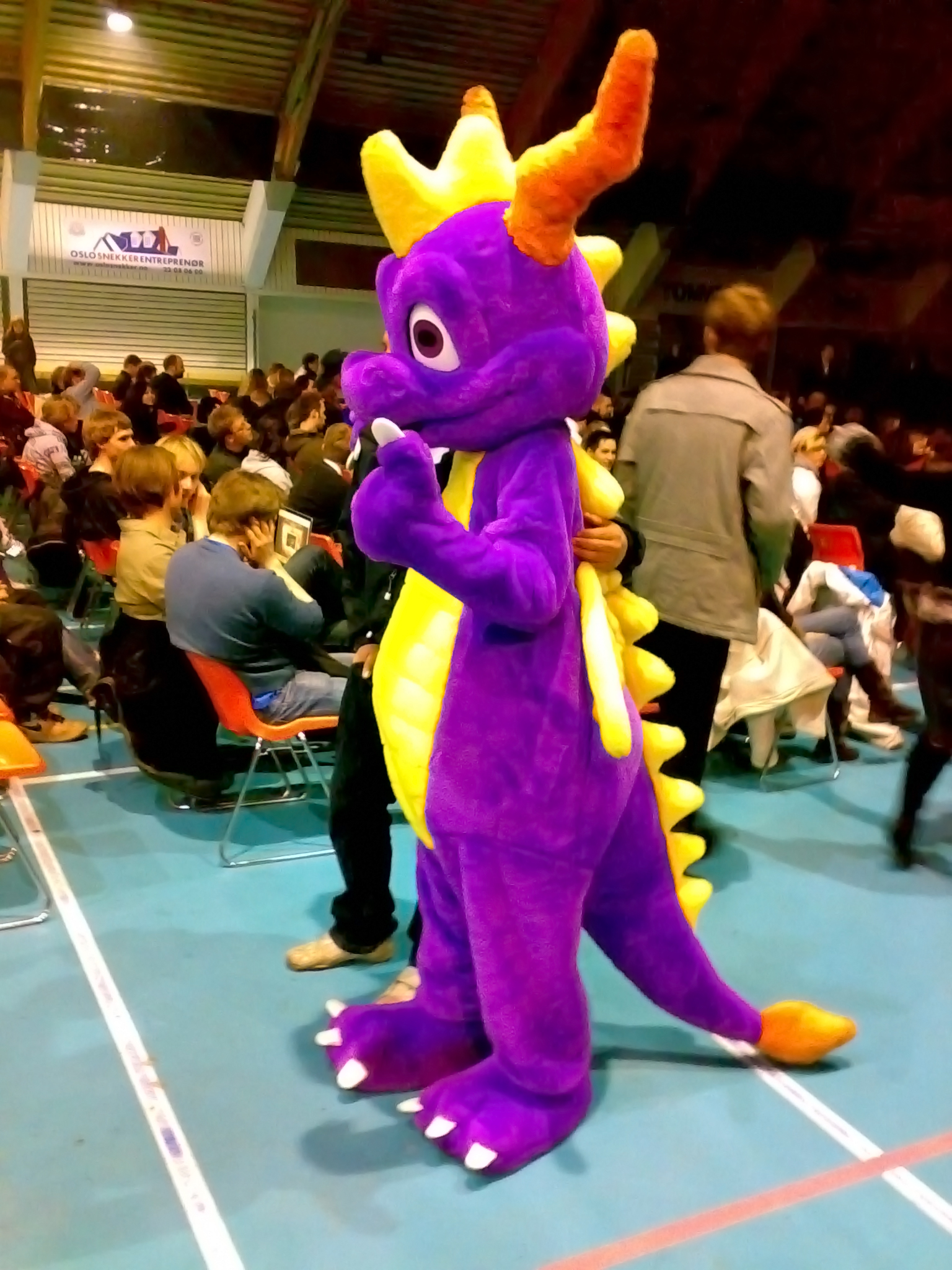
Cosplay de Spyro le dragon, le héros du jeu.

Le héros du jeu est Spyro, un dragon qui doit détruire les gemmes sombres afin de restaurer la vie et la beauté majestueuse des Royaumes des Dragons. Il est accompagné par Sparx la libellule, qui aide Spyro à ramasser les joyaux et qui sert d'indicateur de santé aux personnages contrôlés par le joueur. Sparx, pour la première fois dans la série, devient un personnage jouable, capable de se faufiler dans des zones sombres accessibles par des fissures dans les murs,.
Dans cet opus, Spyro et Sparx sont rejoints par trois alliés. Ainsi, on retrouve Chasseur, un guépard présent dans la série depuis Spyro 2: Gateway to Glimmer : ancien entraineur de Spyro dans l'exécution de nouveaux mouvements dans les précédents opus, il lui prête main-forte avec son arc et ses flèches. Le Sergent James Byrd, le seul pingouin à savoir voler, déjà présent dans Spyro: Year of the Dragon, est doté de lance-roquettes montés sur ses épaules et est capable de larguer des bombes. Enfin, Blinky, une taupe, neveu du Professeur, qui creuse des tunnels souterrains et peut grimper sur les murs et les plafonds grâce à ses griffes acérées.
Dans sa quête, Spyro est aidé par d'autres personnages secondaires. Le Professeur, une taupe, met au point des inventions pour épauler Spyro dans son voyage. Les Anciens, Tomas, Magnus, Titan et Astor, sont de vénérables dragons qui donnent de nouveaux pouvoirs à Spyro. Enfin, Gros-Sous est un ours obsédé par les joyaux et qui vend à Spyro des objets dans ses magasins.
L'antagoniste principal du jeu est Red, un dragon banni parmi les Anciens, créateur des gemmes sombres qui dévastent les Royaumes des Dragons. Il est assisté par Gnasty Gnorc, l'ennemi principal du premier volet, Spyro the Dragon : banni lui aussi des Royaumes des Dragons, il met au service de Red son armée de Gnorcs afin de planter les gemmes sombres. Enfin, son autre acolyte est Ineptune, une sirène ; elle est la reine maléfique des sept mers.

### Scénario
Red, un Ancien Dragon banni par les autres dragons il y a des siècles, revient d'exil avec une armée de Gnorcs qui commencent à planter des gemmes sombres dans les Royaumes des Dragons. Cette armée est dirigée par Gnasty Gnorc, que Spyro a vaincu il y a des années. Un ami de Spyro, le Professeur, l'informe que les gemmes sombres drainent la vie du monde et donnent du pouvoir à Red. Il le charge de détruire ces gemmes et d'en apprendre davantage sur lui.
Spyro rend visite à Tomas, un Ancien des Dragons, qui lui apprend comment détruire les gemmes sombres et qui lui explique que Red était autrefois un Ancien. Il rencontre ensuite un autre Ancien, Magnus, qui lui raconte que Red faisait partie des Anciens jusqu'à ce que la jalousie et le désir de pouvoir le poussent à tenter de renverser le chef des Anciens. En détruisant les gemmes sombres et en récupérant les œufs de dragon volés par les Gnorcs, Spyro finit par retrouver Gnasty Gnorc et le vaincre dans sa caverne. La défaite de Gnasty libère Amp, une fée de la foudre qui avait été forcée d'utiliser sa magie pour l'aider, et elle récompense Spyro en lui accordant le souffle électrique.
Spyro se rend ensuite dans le Royaume des Cités Perdues. Avant son arrivée, Red, furieux d'apprendre la défaite de Gnasty Gnorc, charge Ineptune de se débarrasser du jeune dragon. Spyro, tout en continuant à détruire d'autres gemmes sombres, fait la rencontre de l'Ancien Titan, autrefois ami avec Red, qui lui explique que ce dernier a été banni de l'ordre des Anciens après être devenu maléfique et avoir commis des crimes. Spyro retrouve ensuite la sirène Ineptune et la vainc. Il libère ainsi une autre fée, Aqua, qui accorde à Spyro le souffle aquatique. Red, enragé par la défaite de ses deux acolytes, décide de s'occuper lui-même de Spyro.
Dans les Étendues Glacées, Spyro est attaqué et capturé par un mammouth libéré par Red,. Sparx la libellule, le compagnon de Spyro, échappe au mammouth et demande l'aide de Chasseur pour libérer son ami. Après avoir détruit toutes les gemmes sombres de ce royaume, Spyro affronte Red au cours de leur première bataille et le bat. En détruisant son sceptre de glace magique, Spyro libère la fée Freezia, qui lui octroie le souffle glacial.
Red s'échappe vers l'île volcanique et est poursuivi par Spyro et le Professeur, qui tente de creuser un passage jusqu'à son repaire. Après être entré dans le laboratoire secret de Red, situé sous le volcan, Spyro découvre que le Professeur a été capturé par Red et forcé de concevoir une machine capable de transformer l'armée de Gnorcs en robots. Spyro fait tomber Red dans la machine, le transformant en robot, et le professeur augmente accidentellement sa taille en essayant de le rétrécir. Un combat s'ensuit, et Spyro parvient à ramener Red à sa forme originale. Le professeur rétrécit alors Red à une taille minuscule et espère en faire quelque chose d'utile dans ses recherches. Si le joueur termine le jeu à 100 %, une fin alternative met en scène les Anciens, Titan, Tomas, Astor et Magnus, assis devant la télévision en train de visionner le générique de fin du jeu. Une dispute éclate entre eux, ce qui conduit Titan à éteindre la télévision, sur la suggestion de Tomas.

## Système de jeu

### Organisation des niveaux
Spyro: A Hero's Tail est un jeu vidéo de plates-formes dans lequel le joueur contrôle le plus souvent Spyro le Dragon, dont le principal objectif est de détruire les 40 gemmes sombres éparpillées dans les Royaumes des Dragons. Il doit également récupérer les 100 gemmes lumineuses et les 80 œufs de dragons volés, qui sont cachés dans les royaumes ou sont donnés comme récompense par les habitants après l'accomplissement de certaines tâches par le joueur. Ces derniers peuvent également être récupérés après la réussite d'un mini-jeu, comme abattre des cibles avec une tourelle. Les gemmes lumineuses permettent d'activer les gadgets du Professeur et de déverrouiller des zones secrètes, tandis que les œufs de dragon permettent de jouer à des mini-jeux ou d'incarner le petit dragon rouge Flame ou la petite dragonne rose Ember en lieu et place de Sypro. Les objectifs de Spyro dans chaque niveau sont consultables dans l'« Inventaire », qui recense le nombre de gemmes sombres, de gemmes lumineuses et d'œufs de dragon à obtenir, ainsi que les tâches à réaliser,.
Pour chaque royaume, les niveaux sont reliés entre eux par un niveau principal, par l'intermédiaire de grottes que Spyro doit traverser. Avant d'accéder au royaume suivant, Spyro doit détruire toutes les gemmes sombres qui s'y trouvent et vaincre le boss du niveau principal qu'il quitte. Il utilise ensuite le téléporteur du Professeur pour se rendre dans le royaume suivant. Une fois les différents niveaux visités, Spyro peut y retourner directement en utilisant un « passe-téléporteur » acheté dans la boutique de Gros-Sous. Certains niveaux possèdent également des zones secrètes, qui s'ouvrent après avoir obtenu un nombre défini de gemmes lumineuses ; dans ces zones, le joueur peut récupérer d'autres gemmes lumineuses et œufs de dragon.

### Points de santé et capacités des personnages
Dans cet opus, Spyro dispose de quatre points de santé, ces derniers étant indiqués par Sparx. En effet, si celui-ci est de couleur or, la santé du duo est au maximum, si Sparx est bleu, elle est moyenne et s'il est vert, elle est minime. Si Spyro prend un coup lorsque Sparx est vert, ce dernier disparaît ; la prochaine attaque infligée à Spyro le tuera. Ce dernier meurt également s'il tombe dans un trou ou dans la lave. Dans chacun de ces cas, Spyro est ramené à l'endroit où il a rencontré Zoé pour la dernière fois. En achetant une unité de vie supplémentaire dans la boutique de Gros-Sous, Spyro obtient un cinquième point de santé : dans ce cas, lorsqu'il prend un coup quand Sparx est vert, celui-ci devient rouge. Cela est également valable pour Chasseur, Blinky et Sparx lorsque le joueur contrôle ces derniers lors des mini-jeux. Afin de retrouver des points de santé perdus, Spyro et ses alliés peuvent vaincre des petits animaux, comme des grenouilles, des moutons ou des lapins, qui se déplacent librement dans chaque niveau.
Spyro peut cracher du feu, tirer des projectiles après les avoir ramassés, charger ou encore donner un plongeon-corne. En plus de ces aptitudes lui servant notamment à attaquer les ennemis, Spyro possède également des mouvements comme le saut, le double-saut, et il peut planer et atterrir à la fin d'un vol. Il peut aussi nager et charger sous l'eau pendant un temps limité, et monter ou descendre une échelle. Outre le souffle de feu, utile pour allumer des chaudières, Spyro obtient de nouveaux souffles à chaque boss vaincu : le souffle électrique, qui permet d'électrocuter des ennemis et d'activer des générateurs ; le souffle aquatique, utile pour ralentir des ennemis, vaincre des oiseaux de feu et actionner des roues à aubes ; et le souffle glacial, qui permet de geler les ennemis et les jets de vapeur. Il apprendra également auprès des Anciens des techniques complémentaires, comme tourbillonner sur un poteau ou encore rebondir sur une paroi pour atteindre des zones en hauteur inaccessibles, mais aussi l'« Aile bouclier » qui permet de se protéger des projectiles à l'aide de ses ailes.
Outre le téléporteur qui permet de voyager d'un royaume à l'autre, le Professeur met à disposition de Spyro trois autres gadgets, déverrouillables une fois un certain nombre de gemmes lumineuses obtenues. La balle gadget consiste en une sphère qui permet à Spyro, enfermé à l'intérieur, de traverser des zones pentues en la faisant avancer. Le gadget d'invincibilité rend le héros invulnérable pendant un temps limité. Enfin, le gadget supercharge lui permet de charger à haute vitesse.
Au cours du jeu, le joueur est amené à contrôler d'autres personnages que Spyro. Chasseur peut sauter, effectuer un double-saut, frapper du pied après un saut, donner un coup de poing, frapper ou se défendre avec son arc, tirer des flèches et des flèches enflammées. Il peut également s'agripper à certaines parois. Le sergent James Byrd peut voler, utiliser un turbo pour accélérer, tirer des roquettes et larguer des bombes. Sparx est capable de voler, accélérer et freiner en vol, tirer sur sa cible, lancer des missiles et des bombes. Enfin, Blinky peut sauter, effectuer un double-saut, frapper le sol avec ses fesses, donner un coup de griffes, creuser la terre, tirer au laser, lancer des bombes récupérées dans un distributeur et se mettre à couvert. Il peut également s'agripper à certaines parois et plafonds.

### Gemmes et boutiques de Gros-Sous
Les gemmes constituent la monnaie du jeu. Ces dernières, en nombre illimité dans cet opus, sont disséminées dans les quatre coins des Royaumes des Dragons de différentes façons : elles jonchent le sol ou peuvent être cachées dans des paniers, des trous dans le sol ou dans des coffres qui s'ouvrent à l'aide d'une petite fusée, d'un plongeon-corne ou d'un passe-partout. Il est également possible d'en obtenir en battant un ennemi. Les gemmes ont une valeur définie : les rouges ont une valeur égale à un, les verts ont une valeur de cinq, les violets ont une valeur de vingt-cinq et les jaunes ont une valeur de cent joyaux,.
Les gemmes permettent d'acheter des objets dans les boutiques de Gros-Sous : celles-ci se distinguent entre celles situées dans le niveau principal de chaque royaume et les boutiques à distance, identifiables par un disque vert et un hologramme de Gros-Sous, qui se trouvent dans les autres niveaux et où les prix sont plus élevés. Dans ces boutiques, Spyro peut acheter des bombes de feu, des bombes aquatiques, des boules de foudre et des projectiles de glace, ainsi que des chargeurs pour chacun d'entre eux afin d'en transporter davantage. Outre ces armes secondaires, Spyro peut acquérir des passe-partout afin de déverrouiller des coffres et des portes ; un porte-clefs afin de transporter trois passe-partout en même temps ; ou encore une unité de vie supplémentaire permettant à Spyro de subir un dégât de plus ; un pot de papillons pour recouvrer la santé ; un bonus qui double la valeur des gemmes pendant un temps limité ; le séisme, qui permet d'augmenter la portée de l'onde de choc du plongeon-corne ; et un passe téléportation, utile pour se rendre dans un magasin déjà visité dans un autre niveau,.

## Développement

### Généralités
Le 27 avril 2004, Vivendi Universal Games annonce à la presse vidéoludique le développement de Spyro: A Hero's Tail par le studio britannique Eurocom. L'intrigue, les nouvelles attaques de Spyro et les personnages jouables sont dévoilés, tandis que sa date de sortie est fixée au dernier trimestre de l'année 2004 sur PlayStation 2, Xbox et GameCube. Le scénario du jeu est écrit par J. Stewart Burns. L'une des innovations du jeu est le « morphing en temps réel » des environnements traversés par Spyro : au fur et à mesure qu'il détruit les gemmes sombres, ceux-ci passent du mal vers le bien par une transformation des paysages, un changement de musique et de la couleur du ciel. Ainsi, les environnements sombres et menaçants passent à un univers lumineux et colorés,. Á l'occasion de cette annonce, Michael Pole, le vice-président exécutif des studios mondiaux de Vivendi Universal Games, déclare : « Depuis ses débuts en 1998, notre dragon violet Spyro est devenu l'un des personnages préférés des joueurs sur console du monde entier. Les fans de Spyro vont certainement accueillir favorablement sa plus grande aventure à ce jour : un jeu d'aventure qui plonge les joueurs dans un scénario profond, avec des environnements plus diversifiés et luxuriants, et qui présente également une solide gamme de personnages attachants ». Plusieurs captures d'écran mettant en scène des niveaux avec le sergent Byrd et Chasseur sont également publiées.
Spyro: A Hero's Tail est présenté au public à l'occasion de l'Electronic Entertainment Expo 2004, organisé du 15 au 18 mai à Los Angeles aux États-Unis, et sa sortie est alors planifiée pour le mois de novembre. Destiné au jeune public, tout en se voulant plus mature, mais sans forcément chercher à attirer des jeunes adultes ou des trentenaires selon la presse spécialisée, il offre des niveaux quatre fois plus vastes que ceux de son prédécesseur, Spyro: Enter the Dragonfly et environ dix-huit à vingt heures de jeu, soit deux fois plus que ce dernier. Ce nouvel opus cherche à revenir aux racines de la trilogie Spyro the Dragon publiée sur PlayStation entre 1998 et 2000, en proposant davantage de phases de plates-formes et de mini-jeux, et le retour de personnages emblématiques comme Chasseur, le Professeur ou encore le sergent Byrd. Néanmoins, le jeu se démarque des titres antérieurs par ses niveaux en monde ouvert que le joueur parcourt sans qu'il y ait de temps de chargement. La presse vidéoludique présente à ce salon estime que le développement du jeu — par la qualité de ses graphismes, la présence de nombreux personnages jouables et l'absence de ralentissements de fréquence d'images par seconde, comme cela a été le cas pour Spyro: Enter the Dragonfly — est entre de meilleures mains que celui de ce dernier,. Durant cet événement, Jon Williams, producteur du jeu pour Eurocom, déclare : « le joueur devrait remarquer, dès qu'il prend la manette, à quel point les mouvements de base de Spyro sont fluides et réalistes. Nous avons refait ses animations et affiné les réglages de tous ses mouvements préexistants pour une interaction plus précise ».

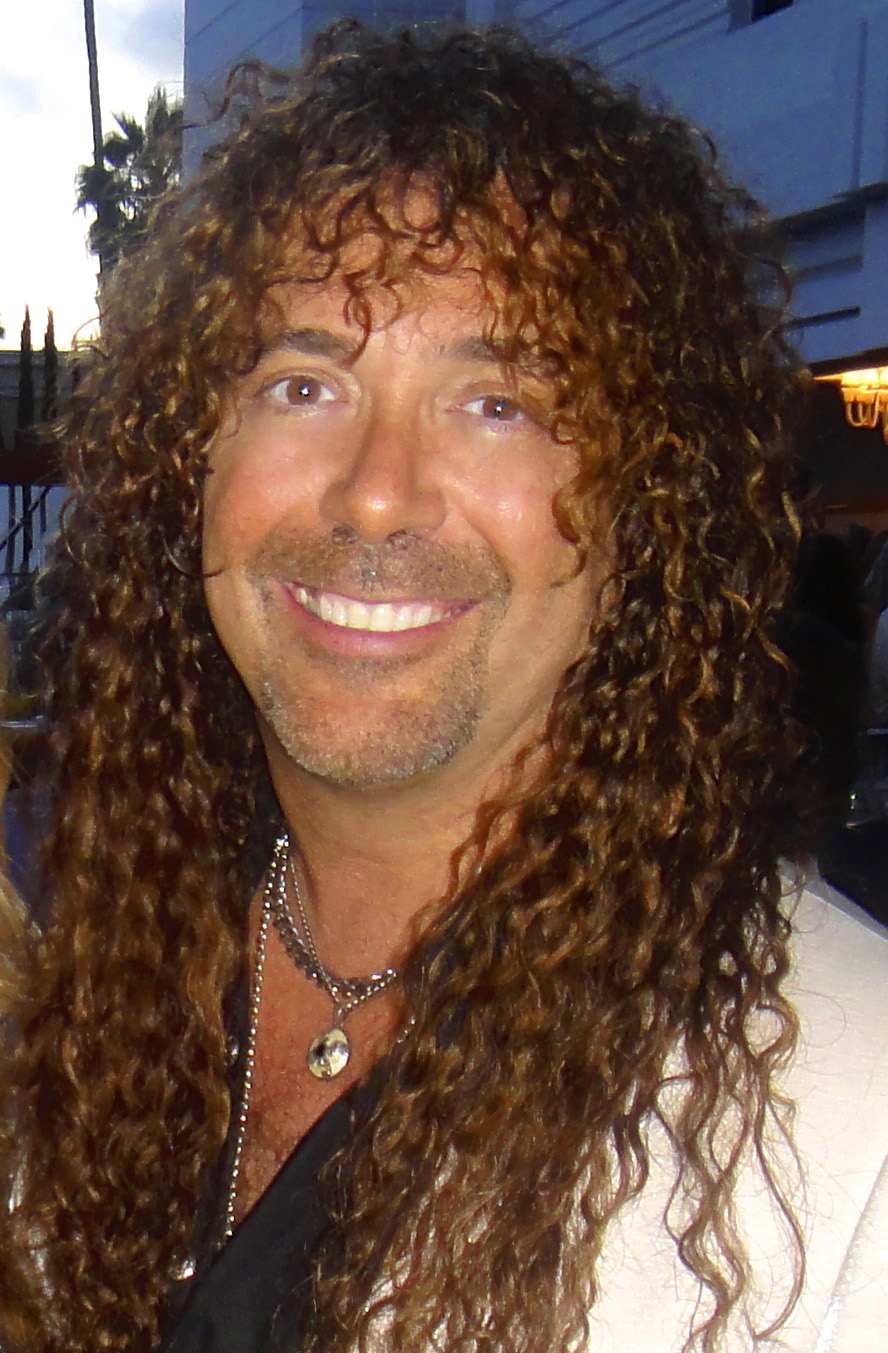
Jess Harnell (ici en 2013), la voix américaine de Spyro dans cet opus.

Une version de démonstration du jeu est dévoilée au public dans le cadre du Game Stars Live, organisé en septembre 2004 à Londres. Cette démo, disponible sur les trois consoles sur lesquelles est prévu le titre, propose aux joueurs un circuit du sergent Byrd ainsi que le village des dragons, le premier monde principal du jeu.
Le 4 octobre 2004, Vivendi Universal Games annonce que Spyro: A Hero's Tail est passé gold, signifiant que le développement est achevé et que le jeu est désormais en phase de production en vue d'être commercialisé. À cette occasion, son vice-président exécutif, Michael Pole, déclare : « A Hero's Tail est sans aucun doute la plus grande et la plus audacieuse aventure de Spyro à ce jour. Le dragon violet préféré de tous s'est allié à de vieux amis et en a recruté de nouveaux dans une aventure humoristique à travers des royaumes de dragons luxuriants que les joueurs de tous âges apprécieront certainement. Spyro est assurément de retour, et il est de retour en force ! »,,.
Dans un entretien, Caroline Trujillo, productrice du jeu pour Vivendi Universal Games, décrit le fonctionnement des niveaux : elle explique que la destruction des gemmes sombres permet de reconstruire des ponts détruits, aux tunnels bouchés de s'ouvrir et aux villes englouties de refaire surface. Au fur et à mesure que Spyro avance dans le jeu, les niveaux arborent un environnement de plus en plus sombre, jusqu'à atteindre des teintes grises, rouges, avec des touches d'orange et de jaune, symbolisant le centre du volcan dans lequel se cache Red. Caroline Trujillo révèle également qu'outre les ennemis indigènes présents dans chaque niveau, Spyro doit affronter trois types de Gnorcs : les grands, qui se meuvent lentement, les petits, rapides dans leurs déplacements, et les moyens qui sont les plus habiles.

### Doublage
Dans la version anglophone du jeu, Jess Harnell assure les voix de Spyro, Chasseur, Gros-Sous, et Red. Le Professeur, le sergent James Byrd et Gnasty Gnorc sont doublés par Michael J. Gough. Tara Strong interprète les voix de Zoé et Blinky. Susanne Blakeslee et Andre Sogliuzzo assurent respectivement les voix d'Ineptune et de Sparx.

## Commercialisation
Spyro: A Hero's Tail paraît sur PlayStation 2 aux États-Unis le 3 novembre 2004, puis le 9 novembre de la même année en Australie et le 12 novembre en Europe. Le jeu est réédité en 2005 en Amérique du Nord dans la gamme Greatest Hits, et le 23 septembre de la même année en Europe dans la gamme Platinum.
Le portage de Spyro: A Hero's Tail sur Xbox sort aux États-Unis le 3 novembre 2004, puis le 12 novembre de la même année en Europe,
Le portage du jeu sur GameCube est disponible le 3 novembre 2004 aux États-Unis, puis le 26 novembre de la même année en Europe,.

## Accueil

### Critiques générales
Spyro: A Hero's Tail, pour PlayStation 2, reçoit des critiques très mitigées de la part de la presse spécialisée. Jean-Marc Wallimann du site francophone Jeuxvideo.com, qui espérait que cet opus serait meilleur que Spyro: Enter the Dragonfly, estime qu'il « choisit de s'affranchir de quelques règles qui faisaient [le] charme [de la série] pour se fondre docilement dans la masse des jeux de plates-formes ». Pour le site anglophone IGN, il offre « suffisamment de défis et de longueur pour mériter l'attention des parents qui cherchent à acheter un jeu pour leurs enfants ». Néanmoins, bien qu'il soit « une nette amélioration » par rapport à Spyro: Enter the Dragonfly, ce titre est « simple et dénué d'imagination », un avis partagé par l'Official U.S. PlayStation Magazine, selon lequel « avec de très nombreux autres jeux de plates-formes sortis au même moment, il n'y a aucune raison d'acheter ce jeu dépassé et paresseux »,. Le magazine américain Game Informer estime que cet opus « est essentiellement l'équivalent dans le jeu vidéo de dormir les yeux ouverts », bien que meilleur que son prédécesseur, il n'atteint pas la qualité de la trilogie originelle développée sur PlayStation par Insomniac Games. GameZone évoque enfin un jeu léger et « mignon » destiné aux enfants et aux joueurs peu expérimentés.
Le portage pour Xbox fait également l'objet de critiques peu convaincues. Avery Score, du site américain GameSpot, juge que le gameplay est resté globalement le même depuis Spyro the Dragon sorti en 1998, et que rajouter des mini-jeux « ennuyants pour augmenter artificiellement le temps de jeu » et de « modestes améliorations » ne sont pas une « bonne décision » prise par Eurocom. Le site anglophone TeamXbox estime que cet opus, destiné prioritairement aux amateurs de longue date de la série, « réussit à réincorporer tous les éléments du jeu qui nous ont fait continuer à jouer ».
Le portage pour GameCube reçoit des avis plus positifs. Pour Ben Kosmina du site anglophone Nintendo World Report, Spyro: A Hero's Tail constitue une agréable surprise : il s'agit d'un jeu « amusant », qui bien que n'étant pas le meilleur jeu vidéo de plates-formes du marché, est bien supérieur à Spyro: Enter the Dragonfly. GameZone apprécie un jeu « excellent et judicieux » à Noël pour les familles avec de jeunes enfants. L'Official Nintendo Magazine se demande si « vous aimez courir comme un idiot en ramassant des trucs » et répond par la négative, jugeant que c'est « ennuyeux ».

### Critiques dugameplay
Le système de jeu de Spyro: A Hero's Tail reçoit des critiques mitigées. Jeuxvideo.com regrette la fin de la chasse aux joyaux, désormais en nombre illimité, ce qui rend aisé l'achèvement complet du jeu, et la présence de séquences de sauts délicats. Le site anglophone IGN apprécie la présence de plusieurs personnages jouables, mais fustige le trop grand nombre d'œufs de dragons et de gemmes lumineuses à collecter, la facilité avec laquelle les ennemis peuvent être vaincus et les nouvelles aptitudes de Spyro, arguant que la faculté de rebondir sur une paroi existe depuis Prince of Persia, sorti en 1989. Ces avis sont partagés par l'Official U.S. PlayStation Magazine, qui ajoute que les canons servant à ouvrir des coffres aux trésors et des portes blindées sont « incroyablement difficiles à manier et imprécis ». Le site américain GameZone loue cependant « l'évolution fluide de Spyro entre les niveaux et les faibles temps de chargement », ainsi que la simplicité des contrôles du jeu. Game Informer évoque des mini-jeux « sympas » et des commandes « parfaites », mais juge que le jeu est « lent. L'action n'atteint jamais vraiment son paroxysme, il n'y a rien de difficile et la quête est à peu près aussi exaltante que du bruit vidéo (en) sur un téléviseur ».
Le portage pour Xbox fait aussi l'objet d'un accueil très contrasté. Le site américain GameSpot juge que les combats sont « secondaires » dans cet opus, puisque les différents souffles et mouvements de Spyro servent à résoudre des énigmes et réaliser des phases de plates-formes. Le niveau du domaine nuageux est particulièrement critiqué pour sa géographie « labyrinthique ». Il est également regretté l'obligation de revenir dans des niveaux déjà visités pour aller chercher une gemme lumineuse manquante pourtant essentielle à la poursuite du jeu, tandis que la carte proposée pour chaque niveau est jugée « terrible, minimaliste, ridicule et inutile » par sa seule fonction topographique. Pour TeamXbox, les jeux de la série Spyro, quoique « simplistes et relativement faciles », sont « très amusants à jouer et adaptés pour les enfants, car ils offrent le bon mélange d'aventure, d'histoire et de défi », mais celui-ci devra se renouveler en prenant en compte les évolutions apportés par les autres jeux proposés par la concurrence pour continuer d'attirer le public. Néanmoins, les autres personnages jouables sont jugés plus amusants que Spyro, car ils apportent davantage de challenge, en particulier les circuits du sergent Byrd, qui se montrent parfois « difficiles ».
En ce qui concerne le portage pour GameCube, l'Official Nintendo Magazine critique un jeu qui n'est qu'un « collect-a-thon ». Le Nintendo World Report apprécie la mécanique des gemmes sombres et qu'il ne soit plus nécessaire de récupérer tous les joyaux comme c'était le cas dans les opus précédents, mais estime que le contrôle de Spyro dans les phases de vol est compliqué, tout comme les mini-jeux proposés, alors qu'il s'agit un jeu essentiellement destiné aux enfants.

### Critiques des graphismes
Les graphismes de Spyro: A Hero's Tail sont accueillis positivement par la presse vidéoludique. GameZone salue un jeu « luxuriant, tridimensionnel et à l'animation fluide », tandis que Game Informer apprécie des mondes « colorés et nets », bien que manquant de détails,. Jeuxvideo.com fait l'éloge de mondes « toujours aussi mignons », qui savent « nous mettre de bonne humeur par leur design épuré et rigolo ». Le site francophone remarque que les graphismes des flammes de Spyro ont été refaits, estimant qu'« on sent réellement la chaleur envahir l'écran ». IGN parle d'un jeu à la « fluidité irréprochable », appréciant la transformation des décors lorsque Spyro détruit une gemme sombre. Le jeu est « graphiquement sympa » et ressemble à Tak 2 : Le Sceptre des rêves, même s'il présente moins de détails et d'effets visuels.
Concernant le portage pour Xbox, TeamXbox fait l'éloge d'un monde fantastique permis par la palette de couleurs vives utilisés dans le jeu, mais les environnements, anguleux, montrent l’usage d'un faible nombre de polygones, ce qui est compensé par les effets d'éclairage. Les animations des personnages sont « réussies » et caractérisent leur personnalité. Pour GameSpot, « les textures claires et lumineuses font ressembler les terres de Spyro à Disneyland ». Les cinématiques du jeu font état d'un « bon travail », mais les ennemis, par leur aspect en bloc, semblent présenter un graphisme moins soigné.

### Critiques de la bande son
La bande-son de Spyro: A Hero's Tail reçoit des critiques globalement positives. GameZone évoque une bande sonore que l'on pourrait « entendre dans une école maternelle, douce, légère et quelque peu agaçante au bout d'une heure », tandis que la narration est « agréable ». Jeuxvideo.com salue des compositions « vraiment chouettes qui rendent parfaitement justice à l'esprit gentiment naïf du jeu », ainsi qu'un doublage qui « fonctionne bien ».
Le portage pour Xbox fait également l'objet de critiques favorables. GameSpot loue une musique « entraînante » et des personnages « bien doublés, en particulier le sergent Byrd » qui a un accent britannique dans la version anglophone. TeamXbox remarque des musiques « décalées » mais apprécie un doublage « très bien fait et assez comique », correspondant bien à la personnalité de chaque personnage du jeu.

### Citations du jeu
1. ↑  Eurocom. Spyro: A Hero's Tail (PlayStation 2, Xbox, GameCube). Vivendi Universal Games. novembre 2004 : 
« Professeur : C'est le Dragon déchu, Red. Je suis sur que vous savez tout sur lui.
Spyro : Non ! 
 Professeur : Je pensais qu'il était parti depuis longtemps, mais il semble qu'il cherchait des gemmes sombres pour les mettre dans tous les royaumes. Il fait même faire le sale boulot par Gnasty Gnorc et ses sbires !
Spyro : Gnasty Gnorc ? Je ne l'ai pas battu il y a des années ? Euh… C'est quoi les gemmes sombres ? 
 Professeur : Ah, des questions, tant de questions ! Les gemmes sombres sont des pierres qui drainent la vie et alimentent le pouvoir maléfique de Red. »
2. ↑  Eurocom. Spyro: A Hero's Tail (PlayStation 2, Xbox, GameCube). Vivendi Universal Games. novembre 2004 : 
« Ancien Tomas : Ah, Red était autrefois un Ancien, comme moi. »
3. ↑  Eurocom. Spyro: A Hero's Tail (PlayStation 2, Xbox, GameCube). Vivendi Universal Games. novembre 2004 : 
« Ancien Magnus : Red appartenant à l'ordre des Anciens jusqu'à ce que la jalousie et la soif de pouvoir le poussent à essayer de renverser notre chef. »
4. ↑  Eurocom. Spyro: A Hero's Tail (PlayStation 2, Xbox, GameCube). Vivendi Universal Games. novembre 2004 : 
« Gnasty Gnorc : Cette fois vous m'avez battu ! C'est nul. »
5. ↑  Eurocom. Spyro: A Hero's Tail (PlayStation 2, Xbox, GameCube). Vivendi Universal Games. novembre 2004 : 
« Amp : En récompense, je vous confère une partie de mon énergie électrique. »
6. ↑  Eurocom. Spyro: A Hero's Tail (PlayStation 2, Xbox, GameCube). Vivendi Universal Games. novembre 2004 : 
« Red : Quoi ? Vaincu par ce ridicule Spyro ? Ce n'est qu'un bébé dragon ! Votre maître n'était qu'un résidu de demi-dragon ! […] Maintenant, sortez tous et allez arrêter Spyro. Je pense qu'il est en route pour ce royaume et quand il arrivera, il aura une petite surprise. »
7. ↑  Eurocom. Spyro: A Hero's Tail (PlayStation 2, Xbox, GameCube). Vivendi Universal Games. novembre 2004 : 
« Ancien Titan : Red a été banni de l'ordre des Dragons pour ses terribles crimes. Je ne l'ai pas revu depuis des années Nous étions amis autrefois. Jusqu'à ce qu'il devienne maléfique. »
8. ↑  Eurocom. Spyro: A Hero's Tail (PlayStation 2, Xbox, GameCube). Vivendi Universal Games. novembre 2004 : 
« Ineptune : Argh ! Non ! C'est impossible ! Je ne peux pas avoir été vaincue par un ridicule minuscule Dragon si petit que je ne le verrai même pas avec un microscope ! »
9. ↑  Eurocom. Spyro: A Hero's Tail (PlayStation 2, Xbox, GameCube). Vivendi Universal Games. novembre 2004 : 
« Aqua : Spyro ! Merci pour ma libération. En remerciement, je vous confère le pouvoir du souffle aquatique. »
10. ↑  Eurocom. Spyro: A Hero's Tail (PlayStation 2, Xbox, GameCube). Vivendi Universal Games. novembre 2004 : 
« Red : Je n'arrive pas à le croire ! Que se passe-t-il ici ? Dois-je m’occuper de Spyro moi-même ? »
11. ↑  Eurocom. Spyro: A Hero's Tail (PlayStation 2, Xbox, GameCube). Vivendi Universal Games. novembre 2004 : 
« Red : Je pense que je peux libérer mon autre gardien. Le vieux Red a de nombreux atouts dans sa manche, qui vont en donner pour leur argent à notre ami Spyro ! »
12. ↑  Eurocom. Spyro: A Hero's Tail (PlayStation 2, Xbox, GameCube). Vivendi Universal Games. novembre 2004 : 
« Mammouth : Vous devez être Spyro le Dragon ! Red m'a dit de vous arrêter ! »
13. ↑  Eurocom. Spyro: A Hero's Tail (PlayStation 2, Xbox, GameCube). Vivendi Universal Games. novembre 2004 : 
« Red : Ah, vous êtes plus fort que je le pensais… Je n'arrive pas à croire que je vous ai sous-estimé ! »
14. ↑  Eurocom. Spyro: A Hero's Tail (PlayStation 2, Xbox, GameCube). Vivendi Universal Games. novembre 2004 : 
« Freezia : Enfin libre, merci, Spyro ! Je vais vous donner le pouvoir du souffle glacial en récompense. »
15. ↑  Eurocom. Spyro: A Hero's Tail (PlayStation 2, Xbox, GameCube). Vivendi Universal Games. novembre 2004 : 
« Professeur : Spyro, je crois que je sais où Red pourrait se cacher. Je pense qu'il a un repaire souterrain secret quelque part dans ce royaume. »
16. ↑  Eurocom. Spyro: A Hero's Tail (PlayStation 2, Xbox, GameCube). Vivendi Universal Games. novembre 2004 : 
« Professeur : Je pensais pouvoir l'arrêter après que vous l'ayez affaibli. Mais dès que je suis arrivé, j'ai été capturé et enfermé dans ce labo. Red m'oblige à travailler sur sa nouvelle armée améliorée. »
17. ↑  Eurocom. Spyro: A Hero's Tail (PlayStation 2, Xbox, GameCube). Vivendi Universal Games. novembre 2004 : 
« Professeur : Il ne mérite pas de s'en tirer à si bon compte. Je m'occupe de lui à partir de maintenant. Je suis sûr que je trouverai un moyen pour qu'il se rende utile dans mon laboratoire. »

### Autres références
1. ↑  Grant Bell 2004, p. 27.
2. ↑  Grant Bell 2004, p. 52.
3. ↑  Grant Bell 2004, p. 60.
4. ↑  Grant Bell 2004, p. 81.
5. ↑  Grant Bell 2004, p. 100.
6. 1 2  Manuel de jeu, p. 8.
7. 1 2 3   (en) Louis Bedigian, « Take a Walk on the Dragon Side and Fly to New Heights in Spyro A Hero’s Tail », sur GameZone (consulté le 3 mars 2025).
8. ↑  Grant Bell 2004, p. 22, 33, 62, 87.
9. ↑  Grant Bell 2004, p. 2.
10. ↑  Manuel de jeu, p. 9.
11. 1 2  Grant Bell 2004, p. 3.
12. 1 2 3 4 5 6  Jean-Marc Wallimann (Jihem), « Spyro : A Hero's Tail », sur Jeuxvideo.com, 17 novembre 2004 (consulté le 5 mars 2025).
13. 1 2 3  Manuel de jeu, p. 7.
14. ↑  Grant Bell 2004, p. 6.
15. ↑  Manuel de jeu, p. 4.
16. ↑  Grant Bell 2004, p. 7.
17. ↑  Grant Bell 2004, p. 4.
18. ↑  Grant Bell 2004, p. 10.
19. ↑  Grant Bell 2004, p. 11.
20. ↑  Grant Bell 2004, p. 12.
21. ↑  Grant Bell 2004, p. 13.
22. ↑  Grant Bell 2004, p. 2, 3.
23. ↑  Manuel de jeu, p. 6.
24. ↑  Grant Bell 2004, p. 5, 6.
25. ↑   (en) David Adams, « Spyro Bounces Back into Action », sur IGN, 27 avril 2004 (consulté le 8 mars 2025).
26. ↑   (en) Tom Bramwell, « Great balls of Spyro: A Hero's Tail! », sur Eurogamer, 28 avril 2004 (consulté le 8 mars 2025).
27. ↑   (en) Andrew Park, « Spyro: A Hero's Tail Impressions », sur GameSpot, 14 mai 2004 (consulté le 8 mars 2025).
28. ↑   (en) Justin Calvert, « VU Games announces Spyro: A Hero's Tail », sur GameSpot, 28 avril 2004 (consulté le 8 mars 2025).
29. ↑   Trunks, « L'inépuisable Spyro reprend du service », sur Gamekult, 28 avril 2004 (consulté le 8 mars 2025).
30. ↑   (en) Alex Navarro, « Spyro: A Hero's Tail E3 2004 Preshow Impressions », sur GameSpot, 14 mai 2004 (consulté le 8 mars 2025).
31. ↑   (en) Douglass C. Perry, « E3 2004: Spyro: A Hero's Tail - First Look », sur IGN, 12 mai 2004 (consulté le 8 mars 2025).
32. ↑   (en) « Spyro: A Hero's Tail. Moving on up », Game Informer, no 133,‎ mai 2004, p. 86.
33. ↑   (en) Justin Calvert, « Spyro: A Hero's Tail Hands-On », sur GameSpot, 7 septembre 2004 (consulté le 8 mars 2025).
34. ↑   (en) David Adams, « Spyro Gets a Golden Tail », sur IGN, 4 octobre 2004 (consulté le 2 mars 2025).
35. ↑   (en) Tim Surette, « Spyro: A Hero's Tail spins gold », sur GameSpot, 5 octobre 2004 (consulté le 8 mars 2025).
36. ↑   Trunks, « Spyro se dore la pilule », sur Gamekult, 25 octobre 2004 (consulté le 8 mars 2025).
37. ↑  (en) « Spyro: A Hero's Tail (2004) Credits », sur behindthevoiceactors.com (consulté le 3 mars 2025).
38. ↑  (en) « Spyro: A Hero's Tail - Related Games (PS2) », sur GameSpot (consulté le 2 mars 2025).
39. ↑  (en) « Spyro: A Hero's Tail - Index (Xbox) », sur GameSpot (consulté le 2 mars 2025).
40. ↑   « Spyro: A Hero's Tail - Xbox », sur Gamekult (consulté le 2 mars 2025).
41. ↑  (en) « Spyro: A Hero's Tail - Index (NGC) », sur GameSpot (consulté le 2 mars 2025).
42. ↑  (en) « Spyro: A Hero's Tail », sur gamecube.gamezone.com (consulté le 2 mars 2025).
43. 1 2 3 4   (en) Andrew Rainer, « Spyro: A Hero's Tail », sur Game Informer (consulté le 8 mars 2025).
44. ↑   (en) « Spyro: A Hero's Tail », Nintendo Power, no 187,‎ janvier 2005, p. 97.
45. 1 2 3   (en) « Spyro: A Hero's Tail », Official Nintendo Magazine, no 147,‎ décembre 2004, p. 97.
46. 1 2 3   (en) « Spyro: A Hero's Tail », Official U.S. PlayStation Magazine, no 87,‎ décembre 2004, p. 125.
47. 1 2 3 4 5   (en) Avery Score, « Spyro: A Hero's Tail Review (Xbox) », sur GameSpot, 17 mai 2006 (consulté le 8 mars 2025).
48. 1 2   (en) Avery Score, « Spyro: A Hero's Tail Review (GC) », sur GameSpot, 5 novembre 2004 (consulté le 8 mars 2025).
49. 1 2 3 4 5   (en) Steven Hopper, « Spyro A Hero’s Tail Review », sur GameZone, 5 novembre 2004 (consulté le 8 mars 2025).
50. ↑   (en) Michael Lafferty, « Spyro A Hero’s Tail Review », sur GameZone, 2 novembre 2004 (consulté le 8 mars 2025).
51. ↑   (en) Anise Hollingshead, « Spyro A Hero’s Tail Review », sur GameZone, 24 novembre 2004 (consulté le 8 mars 2025).
52. 1 2 3 4 5 6   (en) Juan Castro, « Spyro: A Hero's Tail », sur IGN, 3 novembre 2004 (consulté le 8 mars 2025).
53. ↑   Jean-Marc Wallimann (Jihem), « Spyro : A Hero's Tail », sur Jeuxvideo.com, 17 novembre 2004 (consulté le 5 mars 2025).
54. ↑   Jean-Marc Wallimann (Jihem), « Spyro : A Hero's Tail », sur Jeuxvideo.com, 17 novembre 2004 (consulté le 5 mars 2025).
55. 1 2 3   (en) Ben Kosmina, « Spyro : A Hero's Tail », sur nintendoworldreport.com, 14 novembre 2004 (consulté le 5 mars 2025).
56. 1 2 3 4 5   (en) Brent Soboleski, « Spyro : A Hero's Tail », sur TeamXbox (en), 2 novembre 2004 (consulté le 5 mars 2025).
57. ↑   (en) « Spyro: A Hero's Tail. PlayStation 2 Critic Reviews », sur Metacritic (consulté le 8 mars 2025).
58. ↑   (en) « Spyro: A Hero's Tail. Xbox Critic Reviews », sur Metacritic (consulté le 8 mars 2025).
59. ↑   (en) « Spyro: A Hero's Tail. GameCube Critic Reviews », sur Metacritic (consulté le 8 mars 2025).